# Liste der Star-Wars-Comics
Dieser Artikel gibt einen Überblick über Comics mit Geschichten, die im fiktiven Star-Wars-Universum spielen. Schöpfer von Star Wars ist der Drehbuchautor, Produzent und Regisseur George Lucas. Ein großer Teil der Comics wird seit 2015 von Panini auf Deutsch veröffentlicht. Sie gehören zum Subgenre Film-Tie-Ins.
Unter dem Begriff Erweitertes Universum (engl. Expanded Universe) werden im Star-Wars-Kontext alle lizenzierten Star-Wars-Materialien außerhalb der Kinofilme gefasst. Das erweiterte Universum beinhaltet Bücher, Comic-Hefte, Spiele und andere Medien, die die Geschichten, die in den Filmen erzählt werden, erweitern. Die Erweiterung des Star-Wars-Universums begann im Jahr 1978. Mit der Übernahme der Star-Wars-Marke durch Disney im Jahr 2012 kam es zu Änderungen im Expanded Universe. Ende April 2014 gab Disney bekannt, dass das ehemalige erweiterte Universum nicht mehr zum offiziellen Kanon gehört und unabhängig unter dem Sammelnamen Legends fortbesteht, während die meisten Neuveröffentlichungen Teil des neuen Kanon wurden.

## Veröffentlichung in Deutschland
In Deutschland liegt die Comiclizenz seit 1999 beim Stuttgarter Verlagshaus Dino bzw. Panini. Comichefte erscheinen in Deutschland genau wie in den USA monatlich, wobei eine Ausgabe von Panini zwei US-Hefte (von Lucasfilms Partnerunternehmen Marvel Comics) enthält, deren Handlungsbögen in Blockform über zwei bis drei deutsche Ausgaben veröffentlicht werden. Auch ausgewählte Miniserien erscheinen in dieser Heftreihe. Zudem veröffentlicht Panini Einzelgeschichten in Form von gesonderten Sammelbänden. Seit dem Kanon-Neustart erscheint jeder Sonderband – genau wie die Sammelbände der Heftreihe – als Softcover und als Hardcover mit abweichendem Titelmotiv.
Außerdem bringt Panini in Deutschland auch eigene, offizielle Star-Wars-Comics heraus, beispielsweise zu den TV-Serien Star Wars Rebels und Star Wars Resistance oder die Comic-Adaptionen der Jugendromane Im Auftrag der Rebellion und Die Waffe eines Jedi.

## Kanon - Titelübersicht

### Einordnung in dasStar-Wars-Universum
Die hier aufgelisteten Geschichten handeln innerhalb des offiziellen Star-Wars-Kanon. Zum Star-Wars-Kanon gehören die Kinofilme, die Life-Action-Serien sowie (mit wenigen Ausnahmen) die animierten Serien als auch alle ab April 2014 erschienene und neu veröffentlichte, weitere Star-Wars-Medien. Star-Wars-Neuerscheinungen werden in Kooperation mit der sogenannten Lucasfilm Story Group erarbeitet, um die Kontinuität zwischen den einzelnen Werken zu wahren.
Zur schematischen Einordnung der Handlungen wird die fiktive Zeitrechnung des Star-Wars-Universums verwendet. Diese unterscheidet zwischen den Jahren vor der Schlacht von Yavin (VSY) und nach der Schlacht von Yavin (NSY). Die Schlacht von Yavin IV bildet das Ende von Krieg der Sterne (1977), bei dem Luke Skywalker und die Rebellenallianz den ersten Todesstern zerstören.

### Titelübersicht in der Zeitleiste
Zur Orientierung sind in folgender Zeitleiste ebenso die Star-Wars-Filme und -Serien platziert, auf denen die Comics oftmals Bezug nehmen. Die Comics werden hierbei (zumeist) als Sammelbände aufgelistet. Da einige in Bände gesammelte Comic-Anthologien in unterschiedlichen Epochen und ohne verbindende Rahmenhandlung spielen, wäre eine Platzierung dieser einzelnen Geschichten für eine Übersicht suboptimal. Diese Comics werden außerhalb der Zeitleiste gesondert aufgelistet (siehe unten). Die unten angegebenen Nummern entsprechen der Nummerierung der Sammelbände vom Marvel-Verlag.
Der Verlag Marvel Comics veröffentlicht überwiegend Werke, die sich an eine ältere Leserschaft richten. Für die jüngere Zielgruppe wurden Comics bis August 2022 vom Verlag IDW Publishing veröffentlicht (siehe weiter unten), daraufhin ging die Lizenz an den Verlag Dark Horse Comics über.
| Star-Wars-Zeitleiste                                       | Titel & Story-Teile | Kurzbeschreibung (nach Verlagsinformation) | Platzierung in der Zeitleiste                                                                                      | Autor(en)                                                                           | Erscheinungszeitraum in Deutschland | Nr.                                                   |
| ---------------------------------------------------------- | --- | --- | --- | ----------------------------------------------------------------------------------- | --- | ----------------------------------------------------- |
| Aufstieg der Jedi                                          | – | TBA | um 25.000 VSY | –                                                                                   | – | –                                                     |
| Die Alte Republik                                          | – | TBA | – | –                                                                                   | – | –                                                     |
| Die Hohe Republik (Phase II)                               | Die Hohe Republik (Phase II) #1–10 Band 1: Das Gleichgewicht der Macht Band 2: Kampf um die Macht | Der Pilgermond Jedha stellt ein Leuchtfeuer der Spiritualität und des Glaubens in der Galaxis dar, doch die Spannungen in der heiligen Stadt nehmen zu. Jedi Vildar Mac trifft gerade auf Jedha ein, als der zerbrechliche Frieden erste Risse bekommt. Ein Jedi wird tot aufgefunden, ein anderer nimmt die Suche nach dessen Mörder auf. Alle Spuren führen zu einem Tempel. | 382 VSY | Cavan Scott                                                                         | Band 1: 08.08.2023 Band 2: 20.02.2024 | –                                                     |
| Die Hohe Republik (Phase II)                               | Die Hohe Republik: Die Klinge #1–4 | Jedi-Ritter Porter Engle, der wahrscheinlich geschickteste Lichtschwerkämpfer zur Zeit der Hohen Republik, bereist mit seiner Schwester, der Jedi-Ritterin Barash Silvain, die Galaxis und sorgt für Frieden und Gerechtigkeit. Die Geschwister reisen auf eine verzweifelte Bitte um Hilfe zu einem Planeten weit an der Grenze zur Republik. Sie sind siegessicher, bis sie sehen, was sie erwartet. | 382 VSY | Charles Soule                                                                       | 10.10.2023 | –                                                     |
| Die Hohe Republik (Phase II)                               | Die Hohe Republik – Abenteuer (Phase II) #1–8 Band 5: Padawan oder Piratin? Band 6: Der namenlose Schrecken Band 7: Maz Kanatas Rettung | Die junge Sav Malagán wünscht sich, als Padawan in den Jedi-Orden aufgenommen zu werden, bis eine zufällige Begegnung mit einer Gruppe verschrobener Außenseiter ihre Welt auf den Kopf stellt. Gefangen an Bord des Schiffes der berüchtigten Weltraumpiratin Maz Kanata trifft Sav schließlich eine Entscheidung. | 382 VSY 482 VSY (Rückblick)                                                                                        | Daniel José Older George Mann                                                       | Band 5: 26.09.2023 Band 6: 21.11.2023 Band 7: 06.02.2024 | –                                                     |
| Die Hohe Republik (Phase I)                                | Die Abenteuer der jungen Jedi (Serienhandlung), Die Hohe Republik: Das Licht der Jedi (Romanhandlung) | Die Abenteuer der jungen Jedi (Serienhandlung), Die Hohe Republik: Das Licht der Jedi (Romanhandlung) | 232 VSY (Einweihung der Starlight-Station)                                                                         | 232 VSY (Einweihung der Starlight-Station)                                          | 232 VSY (Einweihung der Starlight-Station) | 232 VSY (Einweihung der Starlight-Station)            |
| Die Hohe Republik (Phase I)                                | Die Hohe Republik (Phase I) #1–15 Band 1: Es gibt keine Angst Band 2: Das Herz der Drengir Band 3: Ende der Jedi | Jahrhunderte vor dem Imperium befinden sich die Jedi auf dem Höhepunkt ihrer Entwicklung und beschützen die bekannte Galaxis, gleichzeitig stoßen republikanische Pioniere in neue Gebiete vor. Während man sich an der Grenze auf die Einweihung der majestätischen Raumstation Starlight vorbereitet, steht Padawan Keeve Trennis vor ihrer größten Entscheidung. Nach der „Großen Hyperraumkatastrophe“ offenbaren sich die furchterregenden Nihil als neue Feinde im goldenen Zeitalter der Jedi. Zudem kommen Keeve, ihr Mentor Sskeer sowie ihr Jedi-Idol Avar Kriss einer weiteren Bedrohung ihrer Ära – den Drengir – auf die Spur.Ebenso wird im Zweiteiler „Das Auge des Sturms“ die Geschichte der Familie sowie Spezies von Marchion Ro erzählt, dem mysteriösen „Auge der Nihil“. | 232 VSY – 230 VSY 382 VSY (Rückblick „Die Wahrheit“) 252 VSY (Rückblick „Die Lüge“) 242 VSY (Rückblick „Der Mord“) | Cavan Scott Charles Soule                                                           | Band 1: 23.11.2021 Band 2: 28.06.2022 Band 3: 08.11.2022 | –                                                     |
| Die Hohe Republik (Phase I)                                | Die Hohe Republik – Abenteuer (Phase I) #1–13 Band 1–2 Band 3: Das Monster vom Tempelberg Band 4 | Meister Yoda bildet in jüngeren Jahren noch selbst Padawane aus, als sich die Jedi in den Tagen der Hohen Republik auf dem Höhepunkt ihrer Macht befinden. Die Handlung folgt den Padawanen Lula, Farzala und Qort unter dem Kommando von Yoda in den Nachwehen der „Großen Hyperraumkatastrophe“. Zudem tritt die oberste Führungsriege der Nihil auf. Ihr Auftauchen beweist, dass kein Frieden ewig währt und der Einfluss der Jedi nicht so allumfassend ist, wie sie glauben.Die ehemalige Jedi Ty Yorrick lässt sich als Monsterjägerin anheuern. Als sie auf Loreth von ortsansässigen Pionieren den Auftrag annimmt, den furchterregenden Gretalax zu bekämpfen, wird sie das Gefühl nicht los, dass mehr dahintersteckt. Ebenso wird Tys Vorgeschichte erzählt. | 232 VSY – 230 VSY (Haupthandlung) 241 VSY (Ty Yorricks Vorgeschichte)                                              | Daniel José Older Vita Ayala Cavan Scott Charles Soule Justina Ireland Claudia Gray | Band 1: 26.10.2021 Band 2: 24.05.2022 Band 3: 26.07.2022 Band 4: 13.12.2022 | –                                                     |
| Die Hohe Republik (Phase I)                                | Die Hohe Republik: Spur der Schatten #1–5 | Der Jedi-Meister Emerick Caphtor und die Privatdetektivin Sian Holt ermitteln in einem mysteriösen Todesfall. Sie spüren einer entfesselten Waffe der Nihil nach, machen verstörende Entdeckungen und kommen zentralen Rätseln ihrer Ära auf der Spur. | 231 VSY – 230 VSY                                                                                                  | Daniel José Older                                                                   | 27.09.2022 | –                                                     |
| Die Hohe Republik (Phase III)                              | Die Hohe Republik: Im Schatten der Starlight #1–4 | Nach dem Fall der Starlight-Station scheinen die Nihil endgültig gesiegt zu haben. Der Jedi-Rat ruft daraufhin alle Jedi aus der gesamten Galaxis zusammen, um Notfallmaßnahmen zu ergreifen. Meister Yoda hat einen Plan, um sowohl den Orden als auch die Galaxis zu retten. Doch dafür müsste er sich auf die dunkle Seite der Macht begeben und das könnte schwerwiegende Folgen haben. | 229 VSY – 228 VSY                                                                                                  | Charles Soule                                                                       | 17.04.2024 | –                                                     |
| Die Hohe Republik (Phase III)                              | Die Hohe Republik (Phase III) #1–fortlaufend Band 1: Kinder des Sturms Band 2: Die Gejagten Band 3: Die Angst der Jedi | Ein Jahr ist vergangen, seit Marchion Ro und seine Nihil die Starlight-Station zerstört haben und trotzdem fehlt von vielen Jedi noch jede Spur. Als die Jedi-Meisterin Keeve Trennis ausgesandt wird, um zu verhindern, dass die Nihil sich mit den Hutts verbünden, erfährt sie, dass ein Trandoshaner mit einem Lichtschwert auf einem Planeten in der Okklusionszone gesichtet worden ist. Die Beschreibung passt auf ihren vermissten Meister Sskeer. Ohne zu zögern bricht sie in das abgesicherte Hoheitsgebiet der Nihil auf. | 229 VSY – 228 VSY                                                                                                  | Cavan Scott                                                                         | Band 1: 19.11.2024 Band 2: 22.04.2025 Band 3: 28.11.2025 | –                                                     |
| Die Hohe Republik (Phase III)                              | Die Hohe Republik – Abenteuer (Phase III) Band 8: Die Hoffnung stirbt zuletzt Band 9: Eriadu in Gefahr Band 10: Söldnerin mit Lichtschwert Band 11: Echos der Angst | Seit dem Angriff der Nihil und der Zerstörung der Starlight-Station vor einem Jahr gelten die Freunde des Jedi Qort und der machtsensitiven Zeen Mrala als vermisst. Eine mysteriöse Nachricht erweckt die Hoffnung, dass sie noch am Leben sind, und führt die zwei auf einen abgelegenen Mond, der dicht an der von den Nihil besetzten Zone liegt. Als die Söldnerin Ty Yorrick einen Notruf erhält, dass die Nihil machtsensitive Kinder entführen, unterbricht sie ihre lukrative Arbeit. | 229 VSY – 228 VSY                                                                                                  | Daniel José Older Cavan Scott                                                       | Band 8: 19.11.2024 Band 9: 25.03.2025 Band 10: 30.06.2025 Band 11: 26.08.2025 | –                                                     |
| Die Hohe Republik                                          | The Acolyte (Serienhandlung) | The Acolyte (Serienhandlung) | um 132 VSY | um 132 VSY                                                                          | um 132 VSY | um 132 VSY                                            |
| Niedergang der Jedi                                        | Mace Windu: Im Dämmerlicht #0–4 | Mace Windu wird er auf eine gefährliche Mission geschickt, als ein Wissenschaftler eine Entdeckung macht, die das Gleichgewicht der Galaxis bedroht. | 48 VSY | Marc Bernardin                                                                      | 10.12.2024 | –                                                     |
| Niedergang der Jedi                                        | Jango Fett: Pfad der verlorenen Hoffnung #0-4 | Der einsame Kopfgeldjäger Jango Fett bahnt sich seinen Weg durch die Galaxis und begibt sich auf eine brisante Jagd nach der anderen. | 33 VSY | Ethan Sacks                                                                         | 20.03.2024 | –                                                     |
| Niedergang der Jedi                                        | Darth Maul #1–4 | Der Nervenkitzel der Jagd verschafft Darth Maul Befriedigung. Deshalb würde der heißblütige Sith am liebsten sofort gegen die verhassten Jedi in die Schlacht ziehen. Doch sein Meister hält ihn zurück, denn Darth Sidious verfolgt andere Pläne. Als sich Maul die Gelegenheit bietet, gegen eine junge Jedi zu kämpfen, nutzt er diese Gelegenheit und hintergeht seinen Meister. | 33 VSY | Cullen Bunn                                                                         | 27.08.2018 | 023                                                   |
| Niedergang der Jedi                                        | Jedi-Ritter #1–5 | TBA | 32 VSY | Marc Guggenheim                                                                     | – | –                                                     |
| Niedergang der Jedi                                        | Episode I - Die dunkle Bedrohung (Filmhandlung) | Episode I - Die dunkle Bedrohung (Filmhandlung) | 32 VSY (Invasion von Naboo)                                                                                        | 32 VSY (Invasion von Naboo)                                                         | 32 VSY (Invasion von Naboo) | 32 VSY (Invasion von Naboo)                           |
| Niedergang der Jedi                                        | Obi-Wan & Anakin #1–5 | Jedi-Meister Obi-Wan und sein 12 Jahre alter Padawan Anakin folgen einem Notruf zum Planeten Carnelion IV, auf dem sich die Bevölkerung Im Zuge von Bürgerkriegen selbst ausgelöscht hat. Eigentlich sollte auf dem Planeten kein Leben mehr existieren. Kaum angekommen, stellt sich die Situation jedoch völlig anders da und die beiden Jedi geraten in einen tödlichen Konflikt zwischen verfeindeten Gruppierungen, die die Katastrophe einst überlebt haben. Allerdings weiß keine der Parteien, wer den Hilferuf gesendet hat. | 29 VSY | Charles Soule                                                                       | 14.11.2016 | 016                                                   |
| Niedergang der Jedi                                        | Episode II - Angriff der Klonkrieger (Filmhandlung) | Episode II - Angriff der Klonkrieger (Filmhandlung) | 22 VSY (Schlacht von Geonosis, Beginn der Klonkriege)                                                              | 22 VSY (Schlacht von Geonosis, Beginn der Klonkriege)                               | 22 VSY (Schlacht von Geonosis, Beginn der Klonkriege) | 22 VSY (Schlacht von Geonosis, Beginn der Klonkriege) |
| Niedergang der Jedi                                        | Jedi der Republik: Mace Windu #1–5 | Zu Beginn der Klonkriege stehen die Jedi vor einer schweren Entscheidung, denn sie müssen sich einer neuen Aufgabe stellen und aktiv in den Konflikt eingreifen. Jedi-Meister Mace Windu führt eine kleine Einheit Jedi in ein Kriegsgebiet. Dabei ereignet sich ein Zwischenfall, der weitreichende Folgen hat und das Selbstverständnis der Jedi in Frage stellt | 22 VSY | Matt Owens                                                                          | 27.08.2018 | 033                                                   |
| Niedergang der Jedi                                        | The Clone Wars (Film- und Serienhandlung) | The Clone Wars (Film- und Serienhandlung) | 22 VSY – 19 VSY | 22 VSY – 19 VSY                                                                     | 22 VSY – 19 VSY | 22 VSY – 19 VSY                                       |
| Niedergang der Jedi                                        | Darth Maul: Sohn Dathomirs #1–4 | Darth Sidious hat seinen früheren Schüler Darth Maul in ein geheimes Gefängnis auf Stygeon gesperrt. Dort trifft er sich mit Count Dooku und schmiedet den Plan, Mauls frühere Ziehmutter Talzin in eine Falle zu locken und zu vernichten. Maul soll bei diesem Plan der Köder sein. Allerdings birgt dieser Plan auch seine Risiken.Anmerkung: Diese Geschichte basiert auf vier nie verfilmte Episoden-Drehbücher der Serie The Clone Wars. Er erschien noch vor der Kanon-Legends-Teilung unter dem Verlag Dark Horse, weshalb Panini ihm keine Nummer in der Marvel-Kollektion zuordnete. In der Dark Horse-Kollektion trägt er die Nummer 18 (siehe unten). | 19 VSY | Jeremy Barlow                                                                       | 27.02.2017 | –                                                     |
| Niedergang der Jedi                                        | Episode III - Die Rache der Sith (Filmhandlung) | Episode III - Die Rache der Sith (Filmhandlung) | 19 VSY (Order 66, Ende der Klonkriege)                                                                             | 19 VSY (Order 66, Ende der Klonkriege)                                              | 19 VSY (Order 66, Ende der Klonkriege) | 19 VSY (Order 66, Ende der Klonkriege)                |
| Herrschaft des Imperiums                                   | The Bad Batch (Serienhandlung) | The Bad Batch (Serienhandlung) | 19 VSY – 18 VSY | 19 VSY – 18 VSY                                                                     | 19 VSY – 18 VSY | 19 VSY – 18 VSY                                       |
| Herrschaft des Imperiums                                   | Darth Vader (2017) #1–25 Band 1: Der Auserwählte Band 2: Das erlöschende Licht Band 3: Brennende Meere Band 4: Vaders Festung | Nach seiner vollkommenen Transformation in Die Rache der Sith beginnt Darth Vader damit, überlebende Jedi zu jagen und zu ermorden. Hierbei übernimmt er das Kommando über eine Gruppe imperialer Inquisitoren. Die Serie folgt Vader in den ersten Jahren nach dem Aufstieg des Imperiums. | 19 VSY – 12 VSY | Charles Soule                                                                       | Band 1: 19.11.2018 Band 2: 21.01.2019 Band 3: 25.06.2019 Band 4: 17.12.2019 | 027 031 035 039                                       |
| Herrschaft des Imperiums                                   | Thrawn #1–6 | Auf dem Planeten Lysala treffen imperiale Truppen auf einen unvergleichlichen Kämpfer. Er gehört zur Spezies der Chiss, um die sich viele Legenden ranken. Der Fremde, der sich Thrawn nennt, wird zum Imperator gebracht und bietet seine Dienste an. Er will Berater für die Unbekannten Regionen werden und das Imperium vor einer drohenden Gefahr schützen. Im Gegenzug verlangt er Schutz für sein Volk. Anmerkung: Hierbei handelt es sich um die Comic-Adaption des gleichnamigen Romans von Timothy Zahn. Sie endet kurz vor den Ereignissen der dritten Staffel von Star Wars Rebels. | 15 VSY – 2 VSY | Jody Houser                                                                         | 24.09.2019 | 045                                                   |
| Herrschaft des Imperiums                                   | Jedi: Fallen Order: Der dunkle Tempel #1–5 | Erzählt wird die Vorgeschichte der beiden Jedi Eno Cordova und Cere Junda aus dem Videospiel Jedi: Fallen Order. | 14 VSY (Rahmenhandlung) 41 VSY (Haupthandlung)                                                                     | Matthew Rosenberg                                                                   | 23.06.2020 | 055                                                   |
| Herrschaft des Imperiums                                   | Han Solo: Kadett des Imperiums #1–5 One-Shot: Beckett | Der junge Han Solo will der beste Pilot der Galaxis werden. Aus diesem Grund hat er sich dem Imperium verpflichtet. Dort ist man von seinen Fähigkeiten begeistert. Allerdings ist er viel zu unangepasst und sitzt somit häufiger im Gefängnis als im Pilotensitz. Langsam bezweifelt Han, dass er die richtige Entscheidung getroffen hat, und da er wieder zurück nach Corellia zu Qi'ra will, fasst er einen Entschluss. Er will seine Freiheit wiederhaben und ist bereit, alles dafür zu riskieren. Anmerkung: Die Geschichte spielt während der im Film Solo: A Star Wars Story übersprungenen Zeit, als Han im Dienst des Imperiums stand.Zudem wird im One-Shot „Beckett“ von einer frühen Konfrontation zwischen Tobias Beckett und Enfys Nest erzählt. | 13 VSY (Solos Pilotenausbildung) 11 VSY (Becketts Mission)                                                         | Robbie Thompson Gerry Duggan                                                        | 24.09.2019 | 044                                                   |
| Herrschaft des Imperiums                                   | Inquisitoren #1–4 | Unter der Führung von Darth Vader jagen die Inquisitoren einen der letzten Anhänger der hellen Seite der Macht. | zwischen 12 VSY und 9 VSY (genauer Zeitpunkt unbekannt)                                                            | Rodney Barnes                                                                       | 30.06.2025 | –                                                     |
| Herrschaft des Imperiums                                   | Lando: Doppelt oder Nichts #1–5 | Der Glücksspieler und Trickbetrüger Lando ist auf der Suche nach der Liebe und dem großen Geld. Dabei stehen ihm seine Droiden-Partnerin L3–37 sowie der Millennium Falke zur Seite.Anmerkung: Diese Geschichte endet kurz vor der Haupthandlung von Solo: A Star Wars Story. | 10 VSY | Rodney Barnes                                                                       | 23.04.2019 | 041                                                   |
| Herrschaft des Imperiums                                   | Solo: A Star Wars Story (Filmhandlung) | Solo: A Star Wars Story (Filmhandlung) | 10 VSY (Haupthandlung), 13 VSY (Corellia-Prolog)                                                                   | 10 VSY (Haupthandlung), 13 VSY (Corellia-Prolog)                                    | 10 VSY (Haupthandlung), 13 VSY (Corellia-Prolog) | 10 VSY (Haupthandlung), 13 VSY (Corellia-Prolog)      |
| Herrschaft des Imperiums                                   | Obi-Wan Kenobi (Serienhandlung) | Obi-Wan Kenobi (Serienhandlung) | 9 VSY | 9 VSY                                                                               | 9 VSY | 9 VSY                                                 |
| Herrschaft des Imperiums                                   | Han Solo & Chewbacca #1-10 Band 1: Das schnelle Geld Band 2: Tot oder lebendig | Han Solo und Chewbacca führen einen brisanten Auftrag für den Hutten Jabba aus. Anmerkung: Diese Serie findet einige Zeit nach Solo: A Star Wars Story statt. Sie enthält zudem die erste Ausgabe der Anthologie-Reihe „Lebenstag“. | zwischen 8 VSY und 2 VSY (genauer Zeitpunkt unbekannt)                                                             | Marc Guggenheim                                                                     | Band 1: 30.05.2023 Band 2: 26.09.2023 | –                                                     |
| Herrschaft des Imperiums & Anfänge der Rebellion (5–1 VSY) | Andor (Serienhandlung), Rebels (Serienhandlung) | Andor (Serienhandlung), Rebels (Serienhandlung) | 5 VSY – 1 VSY | 5 VSY – 1 VSY                                                                       | 5 VSY – 1 VSY | 5 VSY – 1 VSY                                         |
| Herrschaft des Imperiums & Anfänge der Rebellion (5–1 VSY) | Kanan #1–12 Band 1: Der letzte Padawan Band 2: Das erste Blut | Kanan ist ein recht überheblicher und sarkastischer Ex-Padawan, der sich im Gegensatz zu anderen Überlebenden der Order 66 nicht versteckt oder auf der Flucht ist. Gemeinsam mit der zusammengewürfelten Crew der Ghost versucht er dem Imperium zu schaden, wo es nur geht. Während einer Mission auf dem Planeten Kaller erinnert er sich an seine Zeit als Jedi-Schüler Caleb Dume zurück.Anmerkung: Die Haupthandlung spielt während der Klonkriege sowie ein Jahr nach dem Aufstieg des Imperiums. Die Rahmenhandlung der Geschichte spielt während der ersten Staffel der Serie Rebels. | 4 VSY (Rahmenhandlung) 19 VSY – 18 VSY (Haupthandlung)                                                             | Greg Weisman                                                                        | Band 1: 22.02.2016 Band 2: 19.09.2016 | 007 010                                               |
| Herrschaft des Imperiums & Anfänge der Rebellion (5–1 VSY) | Thrawn: Allianzen #1-4 | Hierbei handelt es sich um die Comic-Adaption des gleichnamigen Romans von Timothy Zahn. Die Geschichte spielt zwischen der dritten und vierten Staffel der Serie Rebels. | 2 VSY 19 VSY (Rückblick)                                                                                           | Timothy Zahn Jody Houser                                                            | – | –                                                     |
| Herrschaft des Imperiums & Anfänge der Rebellion (5–1 VSY) | Jagd auf Vader #1–5 | Darth Vader ist auf der Jagd nach der kriminellen Gruppe Versteckte Hand, die sich über die Gesetze des Imperiums hinwegsetzt. Doch er ahnt nicht, dass die Gruppe ihn bereits ins Visier genommen hat. Einige der tödlichsten Kopfgeldjäger wurden angeheuert, um den Sith-Lord zu töten. Unter der Führung des ehemaligen imperialen Offiziers Beilert Valance gibt es nichts, was diese Draufgänger aufhalten könnte. Valance besitzt die perfekte Waffe, um Vader auszuschalten. | 1 VSY | Robbie Thompson                                                                     | 21.07.2020 | 057                                                   |
| Herrschaft des Imperiums & Anfänge der Rebellion (5–1 VSY) | Obi-Wan: Die Bestimmung eines Jedi #1-5 | In seinen letzten Tagen vor seiner Abreise aus Tatooine verfasst Obi-Wan in seiner Hütte sein Tagebuch, während ein gefährlicher Sandsturm in der Wüste wütet. Der alte Jedi-Meister erinnert sich dabei an wichtige Schlüsselmomente aus seiner Zeit als Jüngling im Jedi-Tempel sowie als General zur Zeit der Klonkriege zurück. | 1 VSY (Rahmenhandlung) 49 VSY (Rückblick zur Zeit als Jüngling) 19 VSY – 22 VSY (Rückblicke Klonkriege)            | Christopher Cantwell                                                                | 25.04.2023 | –                                                     |
| Herrschaft des Imperiums & Anfänge der Rebellion (5–1 VSY) | Rogue One: A Star Wars Story (Filmhandlung), Episode IV – Eine neue Hoffnung (Filmhandlung) | Rogue One: A Star Wars Story (Filmhandlung), Episode IV – Eine neue Hoffnung (Filmhandlung) | 1 VSY (Schlacht von Yavin)                                                                                         | 1 VSY (Schlacht von Yavin)                                                          | 1 VSY (Schlacht von Yavin) | 1 VSY (Schlacht von Yavin)                            |
| Ära der Rebellion (0–3 NSY)                                | Prinzessin Leia #1–5 | Nachdem es den Rebellen gelungen ist, die ultimative Waffe des Imperiums – den Todesstern – zu zerstören, sind die Rebellen auf der Suche nach einem neuen Aufenthaltsort, von dem aus sie unentdeckt agieren können. Auf Prinzessin Leia hat das Imperium ein Kopfgeld ausgesetzt. Das hält die Prinzessin allerdings nicht davon ab, nach möglichen Überlebenden der Alderaan-Katastrophe zu suchen. Nachdem es Leia zusammen mit der Pilotin Evaan und dem Droiden R2-D2 gelingt, einige Alderaaner vom Planeten Naboo zu retten, sind sie voller Hoffnung. Allerdings ist ihnen nicht bewusst, dass jeder ihrer Schritte vom Imperium überwacht wird und sie sich in höchster Gefahr befinden. Anmerkung: Diese Geschichte setzt während der Siegeszeremonie von Eine neue Hoffnung an. | 0 NSY | Mark Waid                                                                           | 12.10.2015 | 004                                                   |
| Ära der Rebellion (0–3 NSY)                                | Han Solo #1–5 | Prinzessin Leia überredet Han Solo zu einem gefährlichen Auftrag, den nur Han erledigen kann, da er dem Imperium als Mitglied der Rebellenallianz noch nicht bekannt ist. Dabei geht es um einen Spion und ein Wettrennen im Hyperraum, an dem auch der Millennium Falke teilnehmen soll. | 0 NSY | Marjorie M. Liu                                                                     | 26.06.2017 | 018                                                   |
| Ära der Rebellion (0–3 NSY)                                | Lando #1–5 | Lando Calrissian hält sich mit Gaunereien über Wasser. Zu dieser Zeit steht ihm sein treuer Freund Lobot zur Seite. Erneut müssen sich die beiden gemeinsam aus einer ausweglosen Situation retten. | 0 NSY | Charles Soule                                                                       | 23.05.2016 | 012                                                   |
| Ära der Rebellion (0–3 NSY)                                | Chewbacca #1–5 | Chewie ist auf sich allein gestellt, nachdem er auf einem vom Imperium kontrollierten Planeten gelandet ist. Jetzt verfolgt er das Ziel, möglichst schnell wieder zurück zu den Rebellen zu finden. | 0 NSY | Gerry Duggan                                                                        | 25.07.2016 | 014                                                   |
| Ära der Rebellion (0–3 NSY)                                | Star Wars (2015) #1–75 Band 1: Skywalker schlägt zu! Band 2: Aufstand auf dem Schmugglermond Crossover: Vader Down Band 3: Das Gefängnis der Rebellen Band 4: Der letzte Flug der Harbinger Band 5: Yodas geheimer Krieg Crossover: Eine Allianz auf Zeit Band 6: In den Weiten der Galaxis Band 7: Die Asche von Jedha Band 8: Aufstand auf Mon Cala Band 9: Zerstörte Hoffnung Band 10: Die Flucht Band 11: Der Untergang Shu-Toruns Band 12: Rebellen und Schurken Band 13: Schurken und Rebellen | Seit der Zerstörung des Todessterns durch die Rebellenallianz ist ein halbes Jahr vergangen. Die Allianz versucht nun, ihren Vorteil zu nutzen. Luke Skywalker, Han Solo, Leia Organa und Chewbacca unternehmen gefährliche Vorstöße gegen das Imperium. Auf Tatooine entdeckt Luke das Tagebuch seines Mentors Obi-Wan Kenobi und erfährt von dessen früheren Abenteuern auf Tatooine sowie von einer Reise des legendären Jedi-Meisters Yoda vor vielen Jahren. Derweil hat es Darth Vader darauf abgesehen, den Piloten zu fassen, der für die Zerstörung des Todessterns verantwortlich ist. Die Allianz ist derzeit auf der Suche nach Möglichkeiten, die eigenen Reihen zu verstärken sowie potentielle Orte für ein neues Hauptquartier zu finden.Anmerkung: Der letzte Handlungsbogen dieser Reihe wurde hierzulande auf zwei Bände aufgeteilt, daher die semantische Übereinstimmung der Titel. | 0 NSY – 3 NSY (Haupthandlung) 9 VSY – 8 VSY (Kenobis Tagebuch) 40 VSY (Yodas Reise)                                | Jason Aaron Kieron Gillen Greg Pak Kelly Thompson Jason Latour Cullen Bunn          | Band 1: 25.04.2016 Band 2: 17.10.2016 Band 3: 26.06.2017 Band 4: 13.11.2017 Band 5: 26.04.2018 Band 6. 22.10.2018 Band 7: 26.02.2019 Band 8: 28.05.2019 Band 9: 22.10.2019 Band 10: 17.12.2019 Band 11: 21.04.2020 Band 12: 22.09.2020 Band 13: 15.12.2020 | 001 005 013 017 021 029 040 042 046 048 052 059 064   |
| Ära der Rebellion (0–3 NSY)                                | Darth Vader (2015) #1–25 Band 1: Darth Vader Band 2: Schatten und Geheimnisse Crossover: Vader Down Band 3: Der Shu-Torun-Krieg Band 4: Zeit der Entscheidung | In den neunzehn Jahren seit dem Sieg der Sith über die Jedi und seiner schmerzhaften Wiedergeburt auf dem vulkanischen Planeten Mustafar hat Lord Vader seinem Meister Darth Sidious treu gedient. Nach der Zerstörung des Todessterns ist er jedoch beim Imperator in Ungnade gefallen und Großgeneral Tagge hat dessen Aufgaben übernommen. Allerdings holt der Sith-Lord bereits zum Gegenschlag aus und verbündet sich hierzu mit der zwielichtigen Archäologin Dr. Chelli Lona Aphra.Anmerkung: Diese Serie spielt parallel zum ersten Drittel der Serie Star Wars (2015). | 0 NSY | Kieron Gillen                                                                       | Band 1: 25.07.2016 Band 2: 12.12.2016 Band 3: 28.08.2017 Band 4: 26.03.2018 | 003 006 011 015                                       |
| Ära der Rebellion (0–3 NSY)                                | Darth Vader – Vader Down #1–6 (Crossover) | Darth Vader hat Luke Skywalker bis zum Planeten Vrogas Vas verfolgt. Nachdem Vader einige Rebellengeschwader besiegt, wird er von Luke zu einer Bruchlandung gezwungen, bei der auch Luke selbst abstürzt. Als Leia davon erfährt, will sie diese einmalige Gelegenheit nutzen und schickt sämtliche Rebellenstreitkräfte dorthin, um den dunklen Lord zu vernichten.Anmerkung: Diese Geschichte ist ein Crossover Event der Serien Star Wars (2015) und Darth Vader (2015). | 0 NSY | Jason Aaron Kieron Gillen                                                           | 11.04.2017 | 009                                                   |
| Ära der Rebellion (0–3 NSY)                                | Doktor Aphra (2016) #1–40 Band 1: Doktor Aphra Crossover: Eine Allianz auf Zeit Band 2: Unglaublicher Reichtum Band 3: Umgekehrte Vorzeichen Band 4: Liebe in Zeiten des Chaos Band 5: Schlimmste unter Gleichen Band 6: Die unglaubliche Rebellensuperwaffe Band 7: Das Ende einer Schurkin | Doktor Aphra hat Darth Vader ihren Tod vorgetäuscht und ist nun auf der Jagd nach Ruhm und Reichtum. Die Allianz mit ihren beiden auf Mord programmierten Droiden Triple-Zero und BT-1 scheint ihr jedoch mehr Probleme zu bringen als ihr zu nützen.Anmerkung: Diese Serie knüpft an die Ereignisse der Serie Darth Vader (2015) an und spielt parallel zur Serie Star Wars (2015). | 0 NSY – 3 NSY | Kieron Gillen Simon Spurrier                                                        | Band 1: 26.10.2017 Band 2: 23.07.2018 Band 3: 26.03.2019 Band 4: 23.07.2019 Band 5: 25.02.2020 Band 6: 25.08.2020 Band 7: 20.10.2020 | 022 030 036 043 050 058 061                           |
| Ära der Rebellion (0–3 NSY)                                | Eine Allianz auf Zeit #1–5 (Crossover) | Widerwillig verbündet sich Luke Skywalker mit der zwielichtigen Archäologin Dr. Aphra, die im Besitz eines sehr wertvollen und ebenso gefährlichen Artefakts ist. Sie macht Luke ein Angebot, das er unmöglich ausschlagen kann. Gemeinsam begibt sich das ungleiche Paar an einen der dunkelsten Orte in der Galaxis.Anmerkung: Diese Geschichte ist ein Crossover Event der beiden Serien Star Wars (2015) und Doktor Aphra (2016). | 0 NSY | Jason Aaron Kieron Gillen                                                           | 23.04.2018 | 024                                                   |
| Ära der Rebellion (3–5 NSY)                                | Yoda #1-9 | Für die einen war er eine Legende, für andere war er ein weiser Lehrer. Jetzt ist der ehemalige Jedi-Meister Yoda so gut wie vergessen, lebt im Exil auf dem Sumpfplaneten Dagobah und wird von seiner Vergangenheit heimgesucht. Als eine seltsam vertraute Stimme durch die Sümpfe von Dagobah hallt, muss Yoda all die Lektionen wiederholen, die er im Lauf der Jahre erteilt hat – von den Tagen der Hohen Republik bis zum Chaos der Klonkriege.Anmerkung: Diese Serie spielt während der Ereignisse von Das Imperium schlägt zurück, kurze Zeit vor dem Treffen mit Luke Skywalker. | 3 NSY (Rahmenhandlung) 252 VSY (Rückblick „Licht und Leben“) 42 VSY (Rückblick „Schüler der Macht“)                | Cavan Scott Jody Houser Marc Guggenheim                                             | 18.06.2024 | –                                                     |
| Ära der Rebellion (3–5 NSY)                                | Episode V – Das Imperium schlägt zurück (Filmhandlung) | Episode V – Das Imperium schlägt zurück (Filmhandlung) | 3 NSY (Schlacht von Hoth)                                                                                          | 3 NSY (Schlacht von Hoth)                                                           | 3 NSY (Schlacht von Hoth) | 3 NSY (Schlacht von Hoth)                             |
| Ära der Rebellion (3–5 NSY)                                | Star Wars (2020) #1–50 Band 1: Der Pfad des Schicksals Band 2: Operation Starlight Band 3: Krieg der Kopfgeldjäger – Rettet Han Solo Band 4: Crimson Reign – Leias teuflische Gegnerin Band 5: Der Weg in die Freiheit Band 6: Die Verbindung zur Macht Band 7: Dunkle Droiden – Lando und Lobot Band 8: Die Sith und der Skywalker Band 9: Der Pfad des Lichts | Luke Skywalker versucht, die schreckliche Offenbarung über seinen Vater zu verarbeiten. Im Chaos nach der Schlacht von Hoth versuchen die stark dezimierten Rebellen, sich neu zu formieren und gegen einen übermächtigen Feind anzutreten, der einen neuen teuflischen Plan schmiedet.Anmerkung: Diese Serie knüpft direkt an die Ereignisse aus Das Imperium schlägt zurück an. | 3 NSY – 4 NSY | Charles Soule                                                                       | Band 1: 23.02.2021 Band 2: 29.06.2021 Band 3: 25.01.2022 Band 4: 25.10.2022 Band 5: 29.08.2023 Band 6: 19.03.2024 Band 7: 22.10.2024 Band 8: 25.02.2025 Band 9: 29.07.2025                                                                                 | 065 067                                               |
| Ära der Rebellion (3–5 NSY)                                | Darth Vader (2020) #1–50 Band 1: Das dunkle Herz der Sith Band 2: Ins Feuer Band 3: Krieg der Kopfgeldjäger – Skywalker im Visier Band 4: Crimson Reign – Jagd nach Crimson Dawn Band 5: Der Schatten des Schattens Band 6: Die Rückkehr der Schatten Band 7: Entfesselte Macht Band 8: Dunkle Droiden Band 9: Schisma Band 10: Phantome | Nach den Ereignissen aus Das Imperium schlägt zurück nimmt Darth Vader die Verfolgung von Luke Skywalker auf und tötet jeden, der sich ihm in den Weg stellt. Königin Amidalas frühere Zofe Sabé wird seine Verbündete und versucht zugleich, den Tod ihrer Königin zu rächen. Die Jagd nach Luke konfrontiert Vader mit seiner Vergangenheit, der er sich stellen muss.Anmerkung: Diese Serie spielt parallel zur Serie Star Wars (2020). | 3 NSY – 4 NSY | Greg Pak                                                                            | Band 1: 28.09.2021 Band 2: 22.02.2022 Band 3: 26.07.2022 Band 4: 28.02.2023 Band 5: 26.09.2023 Band 6: 19.10.2023 Band 7: 16.07.2024 Band 8: 17.09.2024 Band 9: 20.05.2025 Band 10: 18.11.2025                                                             | 073 076 080                                           |
| Ära der Rebellion (3–5 NSY)                                | Kopfgeldjäger #1–42 Band 1: Für eine Handvoll Credits Band 2: Im Fadenkreuz Band 3: Krieg der Kopfgeldjäger – Zielperson: Han Solo Band 4: Crimson Reign – Der Tod lässt auf sich warten Band 5: Showdown auf der Vermillion Band 6: Chaos auf Bestine Band 7: Dunkle Droiden | Rücksichtslose Kopfgeldjäger durchsuchen die Systeme, um Zielobjekte aufzuspüren, dingfest zu machen oder zu ermorden, um dann die Prämie zu kassieren. Drei dieser Jäger – Beilert Valance, Bossk und Boba Fett – gelten als die besten ihrer Zunft. Ein zurückliegender gemeinsamer Auftrag auf Corellia, welcher die drei zu Todfeinden hat werden lassen, droht sie nun alle einzuholen.Anmerkung: Diese Serie knüpft direkt an die Ereignisse aus Das Imperium schlägt zurück an. | 3 NSY – 4 NSY | Ethan Sacks                                                                         | Band 1: 26.01.2021 Band 2: 31.08.2021 Band 3: 22.02.2022 Band 4: 13.12.2022 Band 5: 25.04.2023 Band 6: 31.01.2024 Band 7: 16.07.2024 | 063 068 075                                           |
| Ära der Rebellion (3–5 NSY)                                | Doktor Aphra (2020) #1–40 Band 1: Glück und Schicksal Band 2: Der Auftrag Band 3: Krieg der Kopfgeldjäger – Die Jagd Band 4: Crimson Reign – Ewigkeit Band 5: Der Ewige Funke Band 6: Der letzte Ausweg Band 7: Dunkle Droiden | Doktor Aphra verbündet sich mit Schatzsuchern für die Jagd nach archäologischen Schätzen. Hinter diesen ist jedoch auch die mächtige Tagge-Familie her.Anmerkung: Diese Serie spielt einige Wochen nach der Schlacht von Hoth aus Das Imperium schlägt zurück. | 3 NSY – 4 NSY | Alyssa Wong                                                                         | Band 1: 23.03.2021 Band 2: 23.11.2021 Band 3: 22.03.2022 Band 4: 22.11.2022 Band 5: 25.07.2023 Band 6: 30.01.2024 Band 7: 17.09.2024 | 066 069 077                                           |
| Ära der Rebellion (3–5 NSY)                                | Krieg der Kopfgeldjäger (Crossover) Vorgeschichte: Wertvolle Fracht Miniserie: #1–5 | Als Boba Fett den in Karbonit eingefrorenen Han Solo nach Tatooine bringen möchte, um das hohe Kopfgeld zu kassieren, das Jabba auf Solo ausgesetzt hat, muss er einen Zwischenstopp auf Nar Shaddaa einlegen. Sein Aufenthalt auf dem Schmugglermond nimmt einen unvorhergesehenen Verlauf und kurz darauf bricht in der gesamten Galaxis das Chaos aus.Anmerkung: Bei dieser Mini-Serie handelt es sich um ein Crossover Event der vier parallel laufenden Serien Star Wars (2020), Darth Vader (2020), Kopfgeldjäger und Doktor Aphra (2020). Die Handlung verläuft parallel zu den jeweils dritten Bänden der 2020er Comicserien. | 3 NSY | Charles Soule                                                                       | 27.12.2023 | 078                                                   |
| Ära der Rebellion (3–5 NSY)                                | Krieg der Kopfgeldjäger: Abschaum und Verkommenheit (Sonderband) | Boba Fetts eigentlich einfache Mission, den in Karbonit eingefrorenen Han Solo abzuliefern und das Kopfgeld zu kassieren, endet im Krieg der Kopfgeldjäger, der die gesamte Galaxis erfasst.Anmerkung: Dieser Bonusband ist ein Tie-In zum Crossover Event Krieg der Kopfgeldjäger und enthält vier One-Shots zu den Kopfgeldjägern Zuckuss und 4-LOM, dem mordenden Droiden IG-88, dem maskierten Attentäter Boussh sowie zum Schurkenboss Jabba. | 3 NSY | Alyssa Wong Daniel José Older Justina Ireland Rodney Barnes                         | 24.05.2022 | 079                                                   |
| Ära der Rebellion (3–5 NSY)                                | Crimson Reign: Die scharlachrote Königin #1–5 (Crossover) | Sowohl die Rebellenallianz als auch das Imperium müssen auf den Aufstieg eines neuen galaktischen Machtspielers reagieren, der sich erhoben hat. Die Ziele und Motivation der kriminellen Organisation Crimson Dawn bleiben jedoch im Verborgenen.Anmerkung: Diese Miniserie ist eine direkte Fortsetzung der Serie Krieg der Kopfgeldjäger und der zweite Teil einer von Charles Soule erstellten Trilogie zur Untergrundorganisation Crimson Dawn. Die Handlung verläuft parallel zu den jeweils vierten Bänden der 2020er Comicserien. | 3 NSY | Charles Soule                                                                       | 27.09.2022 | –                                                     |
| Ära der Rebellion (3–5 NSY)                                | Hidden Empire – Krieg gegen das Imperium #1–5 | Das Verbrechersyndikat Crimson Dawn und seine Anführerin, Lady Qi’ra, sind jetzt die meistgesuchten Verbrecher der Galaxis. Nachdem Imperator Palpatine das Ausmaß der Pläne gegen ihn erkannt hat, leitet er Schritte ein, um Crimson Dawn zu vernichten. Aber Qi’ra hat – wie üblich – mehr als ein Ass im Ärmel – und mit Hilfe der Ritter von Ren und ihrer vielen weiteren Verbündeten wird sie auf keinen Fall kampflos untergehen.Anmerkung: Diese Serie ist eine direkte Fortsetzung der Serie Crimson Reign und der abschließende Teil einer von Charles Soule erstellten Trilogie zur Untergrundorganisation Crimson Dawn. | 3 NSY | Charles Soule                                                                       | 10.10.2023 | –                                                     |
| Ära der Rebellion (3–5 NSY)                                | Sana Starros: Familienangelegenheiten #1–5 | Die knallharte Schmugglerin Sana Starros kehrt nach einer Reihe von Enttäuschungen für eine Auszeit in das Stammhaus ihrer Familie zurück. Aber die Zeit ist für die Schurkin und deren Familie alles andere als entspannend, insbesondere als Sturmtruppen auftauchen. | 3 NSY | Justina Ireland                                                                     | 19.12.2023 | –                                                     |
| Ära der Rebellion (3–5 NSY)                                | Dunkle Droiden #1–5 (Crossover) | Die Galaxis steht vor dem Chaos, als eine Mischung aus Virus und künstlicher Intelligenz, die sogenannte Plage, immer mehr Droiden sowohl des Imperiums als auch der Rebellion befällt. Anmerkung: Bei dieser Mini-Serie handelt es sich um ein weiteres Crossover Event der vier Comicreihen aus dem Jahr 2020. | 4 NSY | Charles Soule                                                                       | 16.07.2024 | –                                                     |
| Ära der Rebellion (3–5 NSY)                                | Dunkle Droiden: D-Squad #0–4 | Nachdem C-3PO von der Plage befallen wurde und seinen Freund R2-D2 aus einer Luftschleuse ins All geworfen hat, beschließt der kleine Droide den Kampf gegen die Plage aufzunehmen. Auf einer Reise durch die Galaxis rekrutiert er altbekannte Droiden, die ihm bei seiner Mission helfen sollen. Anmerkung: Dieser Comicband ist ein Tie-In zum Crossover Event „Dunkle Droiden“. | 4 NSY | Marc Guggenheim                                                                     | 20.08.2024 | –                                                     |
| Ära der Rebellion (3–5 NSY)                                | Die Rückkehr der Jedi-Ritter – Schurken, Rebellen und das Imperium (Sonderband) | Dieser Sonderband enthält mehrere Kurzgeschichten, von denen die meisten kurz vor der Handlung von Die Rückkehr der Jedi-Ritter stattfinden. Hierbei stehen die Hauptakteure beider Seiten des Konflikts im Mittelpunkt, während die Schurken zwischen den Fronten ihr Leben fristen. Die Protagonisten dieser Geschichten sind Jabba der Hutt, die Ewoks, Lando Calrissian und Chewbacca, Admiral Ackbar und Max Rebo. | 4 NSY | Marc Guggenheim Alyssa Wong Stephanie Phillips Jody Houser Daniel José Older        | 21.05.2024 | –                                                     |
| Ära der Rebellion (3–5 NSY)                                | Episode VI – Die Rückkehr der Jedi-Ritter (Filmhandlung) | Episode VI – Die Rückkehr der Jedi-Ritter (Filmhandlung) | 4 NSY (Schlacht von Endor)                                                                                         | 4 NSY (Schlacht von Endor)                                                          | 4 NSY (Schlacht von Endor) | 4 NSY (Schlacht von Endor)                            |
| Ära der Rebellion (3–5 NSY)                                | TIE-Jäger: Schattengeschwader #1–5 | Die Elite-Kampfpiloten des Schattengeschwaders kommen während eines Einsatzes in Bedrängnis und werden stark dezimiert. Die neuen Mitglieder müssen sich erst ins Team finden.Anmerkung: Bei diesem Band handelt es sich um einen Begleitcomic zur Alphabet-Geschwader-Romantrilogie. | 4 NSY | Jody Houser                                                                         | 25.03.2020 | 051                                                   |
| Ära der Rebellion (3–5 NSY)                                | Imperium in Trümmern #1–5 | Dieser Band knüpft direkt an die Ereignisse von Die Rückkehr der Jedi-Ritter an und beginnt während der Schlacht von Endor. Die Geschichte geht mehrere Wochen über den Film hinaus.Der One-Shot „C-3PO: Phantomschmerzen“ spielt mehrere Jahre später und informiert über die Hintergründe zum roten Arm, den C-3PO in Das Erwachen der Macht trägt. | 4 NSY – 5 NSY (Haupthandlung) 32 NSY (One-Shot)                                                                    | Greg Rucka James Robinson                                                           | 14.12.2015 | 008                                                   |
| Ära der Rebellion (3–5 NSY)                                | Ewoks #1–5 | Nach der Vernichtung des zweiten Todessterns herrscht auf dem Waldmond eine Zeit des Friedens. Doch es dauert nicht lange, bis die einheimischen Ewoks mit einer neuen Bedrohung konfrontiert werden, denn eine Gruppe aus Imperialen und Kopfgeldjägern, darunter 4-LOM und Zuckuss, reisen zurück nach Endor, um Waffen aus einem geheimen Lager zu bergen. | 4 NSY | Steve Orlando                                                                       | 26.08.2025 | –                                                     |
| Ära der Rebellion (3–5 NSY)                                | Die Schlacht von Jakku #1–15 Band 1: Aufkeimender Widerstand Band 2: Unter Belagerung Band 3: Das letzte Gefecht | Auch nach der Schlacht von Endor und der Zerstörung des zweiten Todessterns ist das Imperium noch lange nicht besiegt. Ein unbeugsamer Imperialer ist fest entschlossen, das Erbe Palpatines und Darth Vaders zu bewahren. Der frisch gegründeten Neuen Republik stehen harte Zeiten bevor. | 4 NSY – 5 NSY | Alex Segura                                                                         | Band 1: 30.06.2025 Band 2: 26.08.2025 Band 3: 23.09.2025 | –                                                     |
| Die Neue Republik                                          | Star Wars (2025) #1–fortlaufend | TBA | TBA | Alex Segura                                                                         | TBA | –                                                     |
| Die Neue Republik                                          | Doktor Aphra (2025) #1–fortlaufend | TBA | TBA | Cherish Chen                                                                        | TBA | –                                                     |
| Die Neue Republik                                          | The Mandalorian (Serienhandlung), Das Buch von Boba Fett (Serienhandlung), Ahsoka (Serienhandlung), Skeleton Crew (Serienhandlung) | The Mandalorian (Serienhandlung), Das Buch von Boba Fett (Serienhandlung), Ahsoka (Serienhandlung), Skeleton Crew (Serienhandlung) | ab 9 NSY | ab 9 NSY                                                                            | ab 9 NSY | ab 9 NSY                                              |
| Aufstieg der Ersten Ordnung                                | Der Aufstieg Kylo Rens #1–4 | Ben Solo findet seine Bestimmung und ergibt sich der dunklen Seite der Macht. | 28 NSY | Charles Soule                                                                       | 23.02.2021 | 072                                                   |
| Aufstieg der Ersten Ordnung                                | Poe Dameron #1–32 Band 1: Schwarze Staffel Band 2: Inmitten des Sturms Band 3: Die geheime Basis Band 4: Die Wege der Macht Band 5: Das Erwachen | General Leia hat den Widerstand ins Leben gerufen, der sich gegen die erstarkende Erste Ordnung auflehnt. Leia hat mit Poe Dameron den besten Piloten der Galaxis angeheuert, der zwei Jahre vor Das Erwachen der Macht mit seinem Droiden BB-8 und anderen Kampfpiloten seine Einsätze als Kommandant der Schwarzen Staffel beginnt.Anmerkung: Der letzte Band spielt nach den Ereignissen von Das Erwachen der Macht sowie Die letzten Jedi. | 32 NSY – 34 NSY | Charles Soule                                                                       | Band 1: 24.04.2017 Band 2: 28.08.2017 Band 3: 25.06.2018 Band 4: 21.01.2019 Band 5: 25.06.2019 | 020 025 028 032 037                                   |
| Aufstieg der Ersten Ordnung                                | Resistance (Serienhandlung) | Resistance (Serienhandlung) | 33 NSY – 35 NSY | 33 NSY – 35 NSY                                                                     | 33 NSY – 35 NSY | 33 NSY – 35 NSY                                       |
| Aufstieg der Ersten Ordnung                                | Episode VII – Das Erwachen der Macht (Filmhandlung) | Episode VII – Das Erwachen der Macht (Filmhandlung) | 34 NSY (Schlacht um die Starkiller-Basis)                                                                          | 34 NSY (Schlacht um die Starkiller-Basis)                                           | 34 NSY (Schlacht um die Starkiller-Basis) | 34 NSY (Schlacht um die Starkiller-Basis)             |
| Aufstieg der Ersten Ordnung                                | Captain Phasma #1–4 | Phasma ist es gelungen, von der dem Untergang geweihten Starkiller-Basis zu flüchten. Jetzt versucht sie zu verschleiern, dass sie durchaus Mitschuld an dem Desaster hat.Anmerkung: Dieser Band beginnt während der Schlacht auf der Starkiller-Basis aus Das Erwachen der Macht und endet kurz vor Die letzten Jedi. | 34 NSY | Kelly Thompson                                                                      | 21.05.2017 | 026                                                   |
| Aufstieg der Ersten Ordnung                                | Die letzten Jedi One-Shot: Die Stürme von Crait One-Shot: DJ: Meistgesucht | Rückblick: Luke Skywalker und Leia Organa sind auf der Suche nach einer neuen Basis für die Rebellion und stoßen dabei auf den Mineralplaneten Crait sowie alte Feinde. | 1 NSY (Crait-Rückblick) 34 NSY                                                                                     | Ben Acker Ben Blacker                                                               | 01.02.2017 | –                                                     |
| Aufstieg der Ersten Ordnung                                | Die letzten Jedi One-Shot: Die Stürme von Crait One-Shot: DJ: Meistgesucht | Diese Geschichte spielt am Tag vor dem Auftritt des mysteriösen „DJ“ aus Die letzten Jedi. | 1 NSY (Crait-Rückblick) 34 NSY                                                                                     | Ben Acker Ben Blacker                                                               | 18.04.2018 | –                                                     |
| Aufstieg der Ersten Ordnung                                | Episode VIII – Die letzten Jedi (Filmhandlung) | Episode VIII – Die letzten Jedi (Filmhandlung) | 34 NSY (Schlacht von Crait)                                                                                        | 34 NSY (Schlacht von Crait)                                                         | 34 NSY (Schlacht von Crait) | 34 NSY (Schlacht von Crait)                           |
| Aufstieg der Ersten Ordnung                                | Legacy of Vader | TBA | 34 NSY | Charles Soule                                                                       | TBA | –                                                     |
| Aufstieg der Ersten Ordnung                                | Treuepflicht #1–4 | Während Finn und Poe versuchen, Waffen zu besorgen, begibt sich General Leia zusammen mit Chewie, Rey und Rose ans andere Ende der Galaxis, um auf dem Planeten Mon Cala für Unterstützung im Kampf gegen die Erste Ordnung zu bitten. Als ihr Vorhaben untergraben wird, kommt es zu einem Zwischenfall und die Situation eskaliert. | 34 NSY | Ethan Sacks                                                                         | 17.12.2019 | 049                                                   |
| Aufstieg der Ersten Ordnung                                | Galaxy's Edge: Das Sith-Relikt #1–5 | Die Erste Ordnung ist nach Batuu gekommen und nun steht das Überleben des Außenpostens Black Spire auf dem Spiel, der schon lange von Schmugglern, Händlern und Reisenden für Geschäfte auf dem Schwarzmarkt aufgesucht wird. Der verschlagene Ithorianer Dok-Ondar handelt mit seltenen Artefakten und will ein sagenumwobenes Sith-Relikt in seinen Besitz bringen. | 34 NSY (Rahmenhandlung) mehrere Rückblicke zu verschiedenen Zeiten                                                 | Ethan Sacks                                                                         | 26.05.2020 | 054                                                   |
| Aufstieg der Ersten Ordnung                                | Die Geschichte der Halcyon #1-5 | Seit über 300 Jahren ist die Halcyon das herausragende Kreuzfahrtschiff der Galaxis. Während Republiken und ein Imperium aufstiegen und fielen, blieb dieses luxuriöse Raumschiff eine Konstante. Erzählt wird die unglaubliche Geschichte des Schiffs, seiner Besatzung und seiner Gäste aus den unterschiedlichsten Epochen. | 34 NSY (Rahmenhandlung) mehrere Rückblicke zu verschiedenen Zeiten                                                 | Ethan Sacks                                                                         | 31.01.2023 | –                                                     |
| Aufstieg der Ersten Ordnung                                | Episode IX: Der Aufstieg Skywalkers (Filmhandlung) | Episode IX: Der Aufstieg Skywalkers (Filmhandlung) | 35 NSY (Schlacht von Exegol)                                                                                       | 35 NSY (Schlacht von Exegol)                                                        | 35 NSY (Schlacht von Exegol) | 35 NSY (Schlacht von Exegol)                          |
| Neuer Jedi-Orden                                           | – | TBA | 50 NSY | –                                                                                   | – | –                                                     |

### Adaptionen derStar-Wars-Filme und -Serien
Zu den von Disney produzierten Star-Wars-Filmen wurden von Marvel (und in Deutschland entsprechend von Panini) folgende Comic-Adaptionen veröffentlicht: Anschließend wurde mit The Mandalorian auch die erste Live-Action-Serie als Comicserie adaptiert.
| Adaptionen der Star Wars-Filme und -Serien (Marvel) | Adaptionen der Star Wars-Filme und -Serien (Marvel)                    | Adaptionen der Star Wars-Filme und -Serien (Marvel) | Adaptionen der Star Wars-Filme und -Serien (Marvel) | Adaptionen der Star Wars-Filme und -Serien (Marvel) |
| Kollektionsnummer                                   | Titel                                                                  | Platzierung in der Zeitlinie                        | Autor                                               | Erscheinungsdatum (DE)                              |
| --------------------------------------------------- | ---------------------------------------------------------------------- | --------------------------------------------------- | --------------------------------------------------- | --------------------------------------------------- |
| 038                                                 | Solo: A Star Wars Story #1–7                                           | 13 VSY – 10 VSY                                     | Robbie Thompson                                     | 27.08.2019                                          |
| –                                                   | Obi-Wan Kenobi #1–6                                                    | 9 VSY                                               | Jody Houser                                         | 19.11.2024                                          |
| 019                                                 | Rogue One: A Star Wars Story #1–6 Cassian & K-2SO Special              | 0 VSY                                               | Duane Swierczynski Jody Houser                      | 04.12.2017                                          |
| –                                                   | The Mandalorian, Band 1: Das ist der Weg #1–4                          | 9 NSY                                               | Rodney Barnes                                       | 28.03.2023                                          |
| –                                                   | The Mandalorian, Band 2: Der Mann unter dem Helm #5–8                  | 9 NSY                                               | Rodney Barnes                                       | 10.10.2023                                          |
| –                                                   | The Mandalorian Staffel Zwei, Band 1: Das mandalorianische Erbe #1–4   | 9 NSY                                               | Rodney Barnes                                       | 16.04.2024                                          |
| –                                                   | The Mandalorian Staffel Zwei, Band 2: Auf der Suche nach den Jedi #5–8 | 9 NSY                                               | Rodney Barnes                                       | 19.11.2024                                          |
| –                                                   | Ahsoka, Band 1 #1–4                                                    | 9 NSY                                               | Rodney Barnes                                       | –                                                   |
| –                                                   | Ahsoka, Band 2 #5–8                                                    | 9 NSY                                               | Rodney Barnes                                       | –                                                   |
| 002                                                 | Das Erwachen der Macht #1–6                                            | 34 NSY                                              | Chuck Wendig                                        | 27.02.2017                                          |
| 034                                                 | Die letzten Jedi #1–6                                                  | 34 NSY                                              | Gary Whitta                                         | 17.12.2018                                          |
| –                                                   | Der Aufstieg Skywalkers #1–5                                           | 35 NSY                                              | Jody Houser                                         | –                                                   |

### Comic-Anthologien
In den USA hielt bis Februar 2022 neben Marvel auch der Verlag IDW Publishing eine Lizenz zur Veröffentlichung von Star Wars Comics. IDW veröffentlichte überwiegend Kurzgeschichten für eine jüngere Zielgruppe. Auch Die Hohe Republik - Abenteuer erschien ursprünglich unter IDW, erzählt jedoch anders als andere Werke der „Star Wars Abenteuer“ eine zusammenhängende Geschichte über mehrere Bände sowie einen längeren Zeitraum. Ansonsten handelt es sich bei den veröffentlichten Kurzgeschichten-Sammelbänden um Anthologien, die ohne Rahmenhandlung in verschiedenen Epochen handeln und aus diesem Grund nicht in der oben stehenden Zeitleiste eingetragen wurden. Ab August 2022 übernahm in den USA der Verlag Dark Horse die Lizenz von IDW Publishing, Star Wars Comics für Kinder zu produzieren.
| Anthologien (IDW Publishing)           | Anthologien (IDW Publishing)                                                                              | Anthologien (IDW Publishing) |
| „Star Wars Abenteuer“                  | Autor(en)                                                                                                 | Erscheinungszeitraum (DE)    |
| -------------------------------------- | --- | ---------------------------- |
| Band 1: Die Waffe eines Jedi           | Alec Worley                                                                                               | 26.03.2018                   |
| Band 2: Helden der Galaxis             | Cavan Scott, Elsa Charretier, Landry Quinn Walker, Pierrick Colinet                                       | 23.07.2018                   |
| Band 3: Unerwarteter Umweg             | Alan Tudyk, Ben Acker, Ben Blacker, Delilah S. Dawson, Landry Quinn Walker, Shannon Denton                | 19.11.2018                   |
| Band 4: Gefährdet!                     | Delilah S. Dawson, Otis Frampton, Paul Crilley, Shaun Manning, Sholly Fisch                               | 28.05.2019                   |
| Band 5: Schmuggler auf der Flucht      | Cavan Scott, Elsa Charretier, Pierrick Colinet                                                            | 23.07.2019                   |
| Band 6: Zwei außer Rand und Band       | Elsa Charretier, John Barber, Nickolas Brokenshire, Pierrick Colinet, Scott Peterson                      | 19.11.2019                   |
| Film-Special 2019 (Magazin)            | Scott Beattie                                                                                             | 04.12.2019                   |
| Band 7: Im Auftrag der Rebellion       | Alex Worley                                                                                               | 26.05.2020                   |
| Band 8: Der Flug des Falken            | Michael Moreci                                                                                            | 17.11.2020                   |
| Band 9: Geschichten aus Vaders Festung | Cavan Scott                                                                                               | 14.09.2021                   |
| Verteidigung der Republik              | Cavan Scott, Delilah S. Dawson, George Mann, Nickolas Brokenshire                                         | 23.03.2022                   |
| Volume 7: Pomp and Circumstance        | John Jackson Miller, John Barber, James Gilarte, Kevin Burke, Chris Wyatt                                 | –                            |
| Volume 9: Fight the Empire!            | Cavan Scott, Ian Flynn                                                                                    | –                            |
| Volume 10: Driving Force               | Delilah S. Dawson, Cavan Scott, Adam Christopher                                                          | –                            |
| Volume 11: Rise of the Wookies         | John Barber, Michael Moreci                                                                               | –                            |
| The Clone Wars: Battle Tales           | Michael Moreci                                                                                            | –                            |
| The Forces of Destiny                  | Beth Revis, Delilah S. Dawson, Devin Grayson, Elsa Charretier, Jody Houser, Pierrick Colinet              | –                            |
| Star Wars Adventures (2020) #1–14      | Michael Moreci, Nickolas Brokenshire, Sam Maggs, Jordan Clark, Casey Gilley, Katie Cook u. a.             | –                            |
| Return to Vader's Castle               | Cavan Scott                                                                                               | –                            |
| Shadow of Vader's Castle               | Cavan Scott                                                                                               | –                            |
| Beware Vader's Castle                  | Cavan Scott                                                                                               | –                            |
| Ghosts of Vader's Castle               | Cavan Scott                                                                                               | –                            |
| The Light and the Dark                 | Casey Gilly, Daniel José Older, Jordan Clark, Katie Cook, Michael Moreci, Nickolas Brokenshire, Sam Maggs | –                            |
| Anthologien (Dark Horse)               | |                              |
| „Geschichten aus dem Hyperraum“        | Autor(en)                                                                                                 | Erscheinungszeitraum (DE)    |
| Band 1: Rebellen und Widerstand        | Amanda Deibert, Cecil Castellucci, Michael Moreci                                                         | 24.10.2023                   |
| Band 2                                 | Amanda Deibert, Cecil Castellucci, Michael Moreci                                                         | –                            |
| Band 3                                 | Amanda Deibert, Cecil Castellucci, Michael Moreci                                                         | –                            |

Auch Marvel veröffentlichte eine Reihe von Anthologien:
| Anthologien (Marvel) | Anthologien (Marvel)               | Anthologien (Marvel) | Anthologien (Marvel)                         | Anthologien (Marvel)      |
| Kollektionsnummer    | Titel                              | Ausgaben | Autor(en)                                    | Erscheinungszeitraum (DE) |
| -------------------- | ---------------------------------- | --- | -------------------------------------------- | ------------------------- |
| 047                  | Vader: Dunkle Visionen             | #1–5 (zwischen 2 VSY und 0 VSY) | Dennis Hopeless                              | 19.11.2019                |
| 053                  | Age of Republic: Helden            | Qui-Gon Jinn in „Gleichgewicht“ (37 VSY) Mace Windu in „Die Waffe“ (34 VSY) Obi-Wan Kenobi in „Mission“ (30 VSY) Anakin Skywalker in „Die Opfer“ (22 VSY) Captain Rex & Jar Jar Binks in „501. plus eins“ (22 VSY) Padmé Amidala in „Eine Brücke“ (während der Klonkriege)                                              | Ethan Sacks Jody Houser Marc Guggenheim      | 21.04.2020                |
| 056                  | Age of Republic: Schurken          | Darth Maul in „Asche“ (33 VSY) Count Dooku in „Der Preis“ (26 VSY) Jango Fett in „Lektion“ (23 VSY) General Grievous in „Brenne!“ (20 VSY) Asajj Ventress in „Schwestern“ (19 VSY) | Jody Houser                                  | 23.06.2020                |
| 060                  | Age of Rebellion: Helden           | Biggs Darklighter & Jek Porkins in „Gestohlener Heldenmut“ (vor 0 VSY) Han Solo in „Flucht vor der Rebellion“ (0 NSY) Lando Calrissian in „Wolkenstadt-Blues“ (2 VSY) Yoda in „Prüfung auf Dagobah“ (3 NSY) Luke Skywalker in „Flucht oder Kampf“ (4 NSY) Prinzessin Leia in „Die Schurken-Prinzessin“ (4 NSY)          | Greg Pak Jonathan Adams Marc Guggenheim      | 17.11.2020                |
| 062                  | Age of Rebellion: Schurken         | Darth Vader in „Aufs Wort“ (2 VSY) IG-88 in „Das lange Spiel“ (2 VSY) Boba Fett in „Das Herz des Jägers“ (während der Zeit der Rebellion) Großmoff Tarkin in „Mit Zähnen und Klauen“ (0 VSY) Jabba der Hutt in „Herrlich, Jabba zu sein“ (2 NSY)                                                                        | Greg Pak Simon Spurrier                      | 17.11.2020                |
| 071                  | Age of Resistance: Helden          | Maz Kanata in „Mazens Ganoven“ (irgendwann nach dem Tod des Großinquisitors) Amylin Holdo in „Die Brücke“ (während der Zeit der Rebellion) Poe Dameron in „Kampf oder Flucht“ (30/31 NSY) Rose Tico in „Meine Heldin“ (32 NSY) Finn in „Befall“ (33 NSY) BB-8 in „Roboter-Widerstand“ (33 NSY) Rey in „Allein“ (34 NSY) | Chris Eliopoulos G. Willow Wilson Tom Taylor | 20.04.2021                |
| 074                  | Age of Resistance: Schurken        | Snoke in „Scheitere. Oder lösch es aus!“ (während des Aufstiegs der Ersten Ordnung) Captain Phasma in „Verlorene Waffen“ (während des Aufstiegs der Ersten Ordnung) Kylo Ren in „Aus dem Schatten“ (33 NSY, Rückblick um 15 NSY) General Hux in „Gestrandet“ (33 NSY)                                                   | Bria LaVorgna Bryan Young Tom Taylor         | 29.06.2021                |
| –                    | Darth Vader: Schwarz, Weiß und Rot | #1–9 | Jason Aaron u. a.                            | 16.04.2024                |
| –                    | Darth Maul: Schwarz, Weiß und Rot  | #1–4 | Benjamin Percy u. a.                         | –                         |

## Legends - Titelübersicht
Die hier aufgelisteten Werke handeln nicht mehr innerhalb des offiziellen Star-Wars-Kanons, auch wenn die Charaktere und die beschriebenen Geschichten teilweise oder gänzlich in Werken vorkommen, die Teil des Kanon sind. Die folgenden Werke zählen zum ehemaligen erweiterten Universum bzw. dem ehemaligen Kanon von Star Wars, dessen Fortführung im Jahr 2014 eingestellt wurde. Diese Werke werden auch in aktuellen Ausgaben als Legends geführt. Sie sind unter dem Verlag Dark Horse erschienen und wurden ab 2016 von Panini als Comic-Kollektion neu veröffentlicht. 2021 wurde die Kollektion mit dem 120. Band abgeschlossen.
| Star Wars Comic-Kollektion (Dark Horse)                               | Star Wars Comic-Kollektion (Dark Horse)                                                                                | Star Wars Comic-Kollektion (Dark Horse) |
| Titel                                                                 | Autor(en) | Erscheinungsdatum (DE)                  |
| --------------------------------------------------------------------- | --- | --------------------------------------- |
| Band 1: Im Schatten Yavins                                            | Brian Wood | 19.09.2016                              |
| Band 2: Eine neue Hoffnung                                            | Roy Thomas | 19.09.2016                              |
| Band 3: Darth Vader und das Geistergefängnis                          | Dave Land, Haden Blackman                                                                                              | 17.10.2016                              |
| Band 4: Mein Bruder, mein Feind                                       | Jeremy Barlow, Rob Williams                                                                                            | 17.10.2016                              |
| Band 5: Säuberung                                                     | Alexander Freed, Haden Blackman, John Ostrander                                                                        | 14.11.2016                              |
| Band 6: Dark Times                                                    | Randy Stratley | 14.11.2016                              |
| Band 7: Episode V: Das Imperium schlägt zurück                        | Archie Goodwin | 12.12.2016                              |
| Band 8: Obi-Wan und Anakin: Das letzte Gefecht um Jabiim              | Haden Blackman, John Ostrander                                                                                         | 12.12.2016                              |
| Band 9: Darth Vader und das verlorene Kommando                        | Haden Blackman | 10.01.2017                              |
| Band 10: Dark Times: Blutige Ernte                                    | Randy Stratley | 10.01.2017                              |
| Band 11: Darth Maul – Todesurteil                                     | Tom Taylor | 23.01.2017                              |
| Band 12: Boba Fett – Feind des Imperiums                              | Jeremy Barlow, John Wagner                                                                                             | 14.02.2017                              |
| Band 13: Episode VI: Die Rückkehr der Jedi-Ritter                     | Archie Goodwin | 27.02.2017                              |
| Band 14: Chewbacca                                                    | Darko Macan, Rob Williams, Ron Marz                                                                                    | 14.03.2017                              |
| Band 15: Imperium: Darklighter                                        | Haden Blackman, Paul Chadwick                                                                                          | 27.03.2017                              |
| Band 16: Imperium: Das Herz der Rebellion                             | Judd Winick, Randy Stradley, Ron Marz                                                                                  | 11.04.2017                              |
| Band 17: The Star Wars – Die Urfassung                                | George Lucas, Jonathan W. Rinzler                                                                                      | 24.04.2017                              |
| Band 18: Darth Maul – Sohn Dathomirs (Kanon)                          | Christian Read, Jeremy Barlow, Rob Williams                                                                            | 09.05.2017                              |
| Band 19: Imperium: Im Schatten des Vaters                             | Jeremy Barlow, Scott Allie                                                                                             | 22.05.2017                              |
| Band 20: Episode I: Die dunkle Bedrohung                              | Henry Gilroy, Timothy Truman                                                                                           | 13.06.2017                              |
| Band 21: Die Rebellenbraut                                            | Brian Wood | 26.06.2017                              |
| Band 22: Hochverrat                                                   | Brian Wood, Scott Allie                                                                                                | 11.07.2017                              |
| Band 23: General Grievous                                             | Chuck Dixon, John Ostrander                                                                                            | 24.07.2017                              |
| Band 24: Blutsbande: Jango und Boba Fett                              | Tom Taylor | 15.08.2017                              |
| Band 25: Episode II: Angriff der Klonkrieger                          | Henry Gilroy | 28.08.2017                              |
| Band 26: Darth Vader und der neunte Attentäter                        | Ron Marz, Tim Siedell                                                                                                  | 18.09.2017                              |
| Band 27: Aus den Trümmern Alderaans                                   | Brian Wood | 02.10.2017                              |
| Band 28: Blutsbande II: Boba Fett ist tot                             | Tom Taylor | 16.10.2017                              |
| Band 29: Im Visier des Bösen                                          | Haden Blackman, John Ostrander, Scott Allie                                                                            | 13.11.2017                              |
| Band 30: Imperium: Auf der falschen Seite des Krieges                 | Randy Stradley | 28.11.2017                              |
| Band 31: Jabba der Hutt                                               | Jim Woodring, John Wagner, Ryder Windham                                                                               | 04.12.2017                              |
| Band 32: Episode III: Die Rache der Sith                              | Christopher Cirasi | 12.12.2017                              |
| Band 33: Crimson Empire                                               | Mike Richardson, Randy Stradley                                                                                        | 12.12.2017                              |
| Band 34: Jedi: Die dunkle Seite                                       | Ryder Windham, Scott Allie                                                                                             | 14.12.2017                              |
| Band 35: Crimson Empire II                                            | Mike Richardson, Randy Stradley                                                                                        | 09.01.2018                              |
| Band 36: Legacy I: Skywalkers Erbe                                    | Jan Duursema, John Ostrander                                                                                           | 09.01.2018                              |
| Band 37: Mara Jade: Die Hand des Imperators                           | Michael A. Stockpole, Timothy Zahn                                                                                     | 22.01.2018                              |
| Band 38: Boba Fett: Tod, Lügen und Verrat                             | John Wagner | 13.02.2018                              |
| Band 39: Legacy II: Neue Allianzen                                    | Jan Duursema, John Ostrander                                                                                           | 26.02.2018                              |
| Band 40: Schatten des Imperiums                                       | John Wagner | 13.03.2018                              |
| Band 41: Schlachtfelder                                               | John Ostrander, Randy Stradley                                                                                         | 26.03.2018                              |
| Band 42: Legacy III: Die Klauen des Drachen                           | Jan Duursema | 10.04.2018                              |
| Band 43: Schatten des Imperiums: Evolution                            | Jim Pascoe, Scott Lobdell, Steve Perry                                                                                 | 23.04.2018                              |
| Band 44: Die Erben des Imperiums                                      | Mike Baron, Timothy Zahn                                                                                               | 08.05.2018                              |
| Band 45: Legacy IV: Unbezwingbar                                      | John Ostrander | 21.05.2018                              |
| Band 46: Besessen                                                     | Christopher Cerasi, Haden Blackman                                                                                     | 12.06.2018                              |
| Band 47: Die dunkle Seite der Macht                                   | Mike Baron | 25.06.2018                              |
| Band 48: Darth Vader und der Schrei der Schatten                      | Kilian Plunkett / Tim Siedell                                                                                          | 25.06.2018                              |
| Band 49: Infinities: Eine neue Hoffnung                               | Chris Warnet, Kevin Rubio                                                                                              | 10.07.2018                              |
| Band 50: Dark Times: Parallelen                                       | Dan Jolley, Randy Stratley                                                                                             | 23.07.2018                              |
| Band 51: Vector I: Der Muur-Talisman                                  | John Jackson Miller, Randy Stradley                                                                                    | 14.08.2018                              |
| Band 52: Vector II: Plage der Vergangenheit                           | Jan Duursema, John Ostrander, Rob Williams                                                                             | 27.08.2018                              |
| Band 53: Die Droiden                                                  | Dan Thorsland, Ryder Windham                                                                                           | 11.09.2018                              |
| Band 54: Das letzte Kommando                                          | Mike Baron | 24.09.2018                              |
| Band 55: Legacy VI: Visionen der dunklen Seite                        | Jan Duursema, John Ostrander                                                                                           | 09.10.2018                              |
| Band 56: Infinities: Das Imperium schlägt zurück                      | Dave Land, Kevin Runio                                                                                                 | 22.10.2018                              |
| Band 57: Crimson Empire III: Das verlorene Imperium                   | Mike Richardson, Randy Stradley                                                                                        | 06.11.2018                              |
| Band 58: Legacy VII: Tatooine                                         | Jan Duursema, John Ostrander                                                                                           | 19.11.2018                              |
| Band 59: Infinities: Die Rückkehr der Jedi-Ritter                     | Adam Gallardo, Kevin Rubio                                                                                             | 04.12.2018                              |
| Band 60: Unterwelt: Die Yavin-Vassilika                               | Kia Asamiya, Mike Kennedy                                                                                              | 04.12.2018                              |
| Band 61: Die Jagd nach Aurra Sing                                     | Jeremy Barlow, Timothy Truman                                                                                          | 08.01.2019                              |
| Band 62: Legacy: Monster                                              | Jan Duursema, John Ostrander                                                                                           | 08.01.2019                              |
| Band 63: Das dunkle Imperium I                                        | Tom Veitch | 22.01.2019                              |
| Band 64: Waffenbrüder                                                 | John Ostrander | 12.02.2019                              |
| Band 65: Legacy IX: Cade Skywalker, Sith-Jäger                        | Jan Duursema, Jeremy Barlow, John Ostrander                                                                            | 26.02.2019                              |
| Band 66: Knights of the Old Republic I: Der Verrat                    | John Jackson Miller | 12.03.2019                              |
| Band 67: Rebellion: Das Bauernopfer                                   | Brandon Badeaux, Rob Williams                                                                                          | 26.03.2019                              |
| Band 68: Dark Times: Aus dem Schatten                                 | Randy Stradley | 09.04.2019                              |
| Band 69: Jedi-Akademie: Leviathan                                     | Kevin J. Anderson, Michael A. Stackpole                                                                                | 23.04.2019                              |
| Band 70: Knights of the Old Republic II: Stunde der Wahrheit          | John Jackson Miller | 14.05.2019                              |
| Band 71: Rebellion: Nadelstiche                                       | Paul Chadwick, Jeremy Barlow                                                                                           | 14.05.2019                              |
| Band 72: Dark Times: Feuerträger                                      | Randy Stradley | 28.05.2019                              |
| Band 73: The Force Unleashed                                          | Haden Blackman | 10.06.2019                              |
| Band 74: Das dunkle Imperium II                                       | Tom Veitch, Mike Beidler                                                                                               | 25.06.2019                              |
| Band 75: Legacy: Krieg                                                | Jan Duursema, John Ostrander                                                                                           | 09.07.2019                              |
| Band 76: Jedi-Chroniken: Das goldene Zeitalter der Sith               | Kevin J. Anderson | 23.07.2019                              |
| Band 77: Jedi vs. Sith                                                | Dark Macan | 13.08.2019                              |
| Band 78: X-Flügler – Renegaten-Staffel: Intrigen auf Cilpar           | Michael A. Stackpole, Dark Macan                                                                                       | 27.08.2019                              |
| Band 79: Starfighter: Freibeuter                                      | Haden Blackman, Randy Stradley                                                                                         | 10.09.2019                              |
| Band 80: The Force Unleashed II                                       | Ron Marz, Haden Blackman                                                                                               | 24.09.2019                              |
| Band 81: Knights of the Old Republic III: Tage der Furcht             | John Jackson Miller | 08.10.2019                              |
| Band 82: Der vergessene Stamm der Sith: Teufelsspirale                | John Jackson Miller, Ron Marz, Steve Niles                                                                             | 22.10.2019                              |
| Band 83: Jedi-Chroniken: Der Untergang der Sith                       | Kevin J. Anderson | 05.11.2019                              |
| Band 84: Invasion I: Angriff der Yuuzhan Vong                         | Tom Taylor | 19.11.2019                              |
| Band 85: Dark Times: Ein Funke bleibt                                 | Randy Stradley | 03.12.2019                              |
| Band 86: X-Wing – Renegaten-Staffel: Schlachtfeld Tatooine            | Ryder Windham, Jan Strnad                                                                                              | 17.12.2019                              |
| Band 87: Knights of the Old Republic IV: Tage des Hasses              | John Jackson Miller | 14.01.2020                              |
| Band 88: Jedi-Chroniken: Das Geheimnis der Jedi-Ritter                | Tom Veitch | 14.01.2020                              |
| Band 89: Invasion II: Die Rettung                                     | Tom Taylor | 21.01.2020                              |
| Band 90: Zeichen der Rebellion                                        | Jan Strnad | 10.03.2020                              |
| Band 91: X-Flügler – Renegaten-Staffel: Die Thronerbin                | Michael A. Stackpole, Scott Tolson, Doug Petrie                                                                        | 24.03.2020                              |
| Band 92: Legacy II: Zwischen den Welten                               | Corinna Bechko, Gabriel Hardman                                                                                        | 07.04.2020                              |
| Band 93: Der Outlander                                                | Timothy Truman | 21.04.2020                              |
| Band 94: Jedi-Chroniken – Die Lords der Sith                          | Kevin J. Anderson, Tom Veitch                                                                                          | 05.05.2020                              |
| Band 95: Rat der Jedi: Aufstand der Yinchorri                         | Randy Stradley, Jeremy Barlow                                                                                          | 12.05.2020                              |
| Band 96: Knights of the Old Republic V: Wiedergutmachung              | John Jackson Miller | 26.05.2020                              |
| Band 97: Die Malastare-Mission                                        | Timothy Truman | 09.06.2020                              |
| Band 98: Invasion III: Offenbarungen                                  | Ryder Windham, Jim Pascoe, Tom Fassbender, Tom Taylor                                                                  | 23.06.2020                              |
| Band 99: Legacy II: Planet des Todes                                  | Corinna Bechko, Gabriel Hardman                                                                                        | 07.07.2020                              |
| Band 100: Kopfgeldjäger                                               | Bruce Jones, Ryder Windham, Timothy Truman, Mark Schultz, Randy Stradley, Peter Alilunas                               | 21.07.2020                              |
| Band 101: Das dunkle Portal                                           | John Ostrander, Pat Mills                                                                                              | 04.08.2020                              |
| Band 102: Jedi-Chroniken: Der Sith-Krieg                              | Kevin J. Anderson | 25.08.2020                              |
| Band 103: Agent des Imperiums: Eiserne Finsternis                     | John Ostrander | 08.09.2020                              |
| Band 104: Knights of the Old Republic VI: Ein neuer Feind             | John Jackson Miller | 22.09.2020                              |
| Band 105: Auf die harte Tour                                          | John Ostrander, Matt Kindt                                                                                             | 06.10.2020                              |
| Band 106: Visionäre                                                   | Peter David, Aaron McBride, Ryan Church, Stephan Martiniére, Erik Tiemens, Warren Fu, Feng Zhu, Robert E. Barnes u. a. | 13.10.2020                              |
| Band 107: Legacy II: Gesucht: Ania Solo                               | Corinna Bechko, Gabriel Hardman                                                                                        | 03.11.2020                              |
| Band 108: X-Flügler – Renegaten-Staffel: Requiem für einen Renegaten  | Jan Strnad, Michael A. Stackpole, Mark Schultz, Brett Matthews                                                         | 17.11.2020                              |
| Band 109: Knights of the Old Republic VII: Geheimnis vergangener Tage | John Jackson Miller | 01.12.2020                              |
| Band 110: Die neuen Abenteuer des Luke Skywalker                      | Terry Austin, Jason Hall                                                                                               | 15.12.2020                              |
| Band 111: Darth Maul                                                  | Ron Marz, Garth Ennis                                                                                                  | 12.01.2021                              |
| Band 112: Der Stark-Hyperraum-Krieg                                   | John Ostrander | 12.01.2021                              |
| Band 113: Qui-Gon und Obi-Wan                                         | Jim Woodring, Dean Motter, Ryder Windham, Mike Kennedy                                                                 | 09.02.2021                              |
| Band 114: Knights of the Old Republic VIII: Dämon                     | John Ostrander, John Jackson Miller                                                                                    | 09.02.2021                              |
| Band 115: Jedi-Chroniken: Die Erlösung                                | Kevin J. Anderson | 09.03.2021                              |
| Band 116: Klonkriege: Licht und Schatten                              | John Ostrander | 09.03.2021                              |
| Band 117: Das Jedi-Ritual                                             | John Ostrander | 23.03.2021                              |
| Band 118: Der Fluss des Chaos                                         | Louise Simonson / Jeremy Barlow                                                                                        | 06.04.2021                              |
| Band 119: Knights of the Old Republic IX: Krieg                       | John Jackson Miller | 20.04.2021                              |
| Band 120: Agent des Imperiums: Doppeltes Spiel                        | John Ostrander | 04.05.2021                              |